# 740
Il 740 (DCCXL in numeri romani) è un anno bisestile dell'VIII secolo.

## Eventi
- 26 ottobre - Un terremoto colpisce Costantinopoli, causando molti danni (tra cui la distruzione dell'arco trionfale nel Foro di Teodosio) e morti.
- Battaglia di Akroinon, I Bizantini sconfiggono gli Arabi.
- Liutprando Re dei Longobardi, per affermare il proprio potere anche nel centro Italia, si spinse con il proprio esercito a saccheggiare il ducato romano, occupando varie roccaforti. Papa Gregorio III invocò l'aiuto di Carlo Martello offrendogli la sovranità sui domini bizantini in Italia, che avrebbe dichiarato decaduti. Ma il maggiordomo di palazzo franco non rispose all'appello.
- Fine del regno del re Kubrat e quindi del regno della Casa di Dulo in Bulgaria.
- Cuthbert diventa arcivescovo di Canterbury.
- Pipino il Breve sposa Bertrada di Laon.
- I Khazari, un popolo delle steppe del Mar nero, sebbene non etnicamente ebrei, si convertono volontariamente all'Ebraismo.
- Gregorio I Ipato diventa Duca di Napoli,ultimo ad essere sottomesso a Bisanzio

## Nati
- Al-Fadl ibn Salih, generale arabo († 789)
- Al-Asma'i, biologo, zoologo e botanico arabo († 831)
- Enrico dell'Alto Rheingau, nobile tedesco († 795)
- Muhammad ibn Isma'il, arabo († 813)

## Morti
- 4 luglio - Andrea di Creta, vescovo bizantino
- 20 ottobre - Acca di Hexham, vescovo, santo e abate britannico
- Adalberto di Egmond, religioso e santo anglosassone
- Cirillo di Reggio, vescovo e santo bizantino
- Etelardo del Wessex, sovrano
- Farailde di Gand, nobile belga (n. 650)
- Ilderico di Spoleto, nobile longobardo
- Lucerio di Moriana, abate franco (n. 650)
- Meng Haoran, poeta cinese (n. 689)
- Pethion, vescovo cristiano orientale siro
- Qingyuan Xingsì, maestro zen cinese (n. 660)
- Zayd ibn Ali (n. 695)
- Maysara al-Matghari, rivoluzionario berbero

## Calendario
| Calendario 740 | Calendario 740 | Calendario 740 | Calendario 740 | Calendario 740 | Calendario 740 | Calendario 740 | Calendario 740 | Calendario 740 | Calendario 740 | Calendario 740 | Calendario 740 | Calendario 740 | Calendario 740 | Calendario 740 | Calendario 740 | Calendario 740 | Calendario 740 | Calendario 740 | Calendario 740 | Calendario 740 | Calendario 740 | Calendario 740 | Calendario 740 | Calendario 740 | Calendario 740 | Calendario 740 | Calendario 740 | Calendario 740 | Calendario 740 | Calendario 740 | Calendario 740 | Calendario 740 |
| -------------- | -------------- | -------------- | -------------- | -------------- | -------------- | -------------- | -------------- | -------------- | -------------- | -------------- | -------------- | -------------- | -------------- | -------------- | -------------- | -------------- | -------------- | -------------- | -------------- | -------------- | -------------- | -------------- | -------------- | -------------- | -------------- | -------------- | -------------- | -------------- | -------------- | -------------- | -------------- | -------------- |
|                | 1              | 2              | 3              | 4              | 5              | 6              | 7              | 8              | 9              | 10             | 11             | 12             | 13             | 14             | 15             | 16             | 17             | 18             | 19             | 20             | 21             | 22             | 23             | 24             | 25             | 26             | 27             | 28             | 29             | 30             | 31             |                |
| Gennaio        | Ve             | Sa             | Do             | Lu             | Ma             | Me             | Gi             | Ve             | Sa             | Do             | Lu             | Ma             | Me             | Gi             | Ve             | Sa             | Do             | Lu             | Ma             | Me             | Gi             | Ve             | Sa             | Do             | Lu             | Ma             | Me             | Gi             | Ve             | Sa             | Do             |                |
| Febbraio       | Lu             | Ma             | Me             | Gi             | Ve             | Sa             | Do             | Lu             | Ma             | Me             | Gi             | Ve             | Sa             | Do             | Lu             | Ma             | Me             | Gi             | Ve             | Sa             | Do             | Lu             | Ma             | Me             | Gi             | Ve             | Sa             | Do             | Lu             |                |                |                |
| Marzo          | Ma             | Me             | Gi             | Ve             | Sa             | Do             | Lu             | Ma             | Me             | Gi             | Ve             | Sa             | Do             | Lu             | Ma             | Me             | Gi             | Ve             | Sa             | Do             | Lu             | Ma             | Me             | Gi             | Ve             | Sa             | Do             | Lu             | Ma             | Me             | Gi             |                |
| Aprile         | Ve             | Sa             | Do             | Lu             | Ma             | Me             | Gi             | Ve             | Sa             | Do             | Lu             | Ma             | Me             | Gi             | Ve             | Sa             | Do             | Lu             | Ma             | Me             | Gi             | Ve             | Sa             | Do             | Lu             | Ma             | Me             | Gi             | Ve             | Sa             |                |                |
| Maggio         | Do             | Lu             | Ma             | Me             | Gi             | Ve             | Sa             | Do             | Lu             | Ma             | Me             | Gi             | Ve             | Sa             | Do             | Lu             | Ma             | Me             | Gi             | Ve             | Sa             | Do             | Lu             | Ma             | Me             | Gi             | Ve             | Sa             | Do             | Lu             | Ma             |                |
| Giugno         | Me             | Gi             | Ve             | Sa             | Do             | Lu             | Ma             | Me             | Gi             | Ve             | Sa             | Do             | Lu             | Ma             | Me             | Gi             | Ve             | Sa             | Do             | Lu             | Ma             | Me             | Gi             | Ve             | Sa             | Do             | Lu             | Ma             | Me             | Gi             |                |                |
| Luglio         | Ve             | Sa             | Do             | Lu             | Ma             | Me             | Gi             | Ve             | Sa             | Do             | Lu             | Ma             | Me             | Gi             | Ve             | Sa             | Do             | Lu             | Ma             | Me             | Gi             | Ve             | Sa             | Do             | Lu             | Ma             | Me             | Gi             | Ve             | Sa             | Do             |                |
| Agosto         | Lu             | Ma             | Me             | Gi             | Ve             | Sa             | Do             | Lu             | Ma             | Me             | Gi             | Ve             | Sa             | Do             | Lu             | Ma             | Me             | Gi             | Ve             | Sa             | Do             | Lu             | Ma             | Me             | Gi             | Ve             | Sa             | Do             | Lu             | Ma             | Me             |                |
| Settembre      | Gi             | Ve             | Sa             | Do             | Lu             | Ma             | Me             | Gi             | Ve             | Sa             | Do             | Lu             | Ma             | Me             | Gi             | Ve             | Sa             | Do             | Lu             | Ma             | Me             | Gi             | Ve             | Sa             | Do             | Lu             | Ma             | Me             | Gi             | Ve             |                |                |
| Ottobre        | Sa             | Do             | Lu             | Ma             | Me             | Gi             | Ve             | Sa             | Do             | Lu             | Ma             | Me             | Gi             | Ve             | Sa             | Do             | Lu             | Ma             | Me             | Gi             | Ve             | Sa             | Do             | Lu             | Ma             | Me             | Gi             | Ve             | Sa             | Do             | Lu             |                |
| Novembre       | Ma             | Me             | Gi             | Ve             | Sa             | Do             | Lu             | Ma             | Me             | Gi             | Ve             | Sa             | Do             | Lu             | Ma             | Me             | Gi             | Ve             | Sa             | Do             | Lu             | Ma             | Me             | Gi             | Ve             | Sa             | Do             | Lu             | Ma             | Me             |                |                |
| Dicembre       | Gi             | Ve             | Sa             | Do             | Lu             | Ma             | Me             | Gi             | Ve             | Sa             | Do             | Lu             | Ma             | Me             | Gi             | Ve             | Sa             | Do             | Lu             | Ma             | Me             | Gi             | Ve             | Sa             | Do             | Lu             | Ma             | Me             | Gi             | Ve             | Sa             |                |